# Philip le Despenser (1er baron le Despenser)
Pour les articles homonymes, voir Philip le Despenser.
Philip le Despenser (18 octobre 1342 – 4 août 1401), 1er baron le Despenser, est un noble anglais.

## Biographie
Né le 18 octobre 1342 à Gedney dans le Lincolnshire, Philip le Despenser est le fils de Philip le Despenser et de Joan Cobham, fille de John de Cobham, 2e baron Cobham. Alors qu'il n'a que six ans, son père meurt prématurément le 23 avril 1349 et le jeune Philip hérite de ses possessions, essentiellement réparties dans le Lincolnshire et le Yorkshire. Il hérite en outre le 29 juillet suivant des biens de sa grand-mère paternelle Margaret Goushill.
Avant 1365, Philip le Despenser épouse une certaine Elizabeth, dont le nom et les origines sont totalement inconnues. Leur union produit un seul enfant, Philip, né aux alentours de 1365. Philip le Despenser est créé le 17 décembre 1387 baron le Despenser par le roi Richard II et est convoqué sous ce titre au Parlement le 9 septembre 1400. Il meurt le 4 août 1401 et tous ses titres et biens reviennent à son fils Philip.